# Drita Pelingu
Drita Pelingu (3 de diciembre de 1926 - 2 de octubre de 2013) fue una actriz de cine, teatro, académica y directora albanesa. Pelingu nació el 3 de diciembre de 1926 en Vlorë. Fue galardonada con el título de Artista de Mérito de Albania. Falleció tras una larga enfermedad, el 2 de octubre de 2013, a los 86 años de edad, en Tirana.

## Carrera
Se graduó de la prestigiosa escuela para niñas Nana Mbretneshe en Tirana, en 1944 para continuar su educación en la escuela de teatro (donde era la única mujer). En 1946 se unió a Theatre Popular (Alb. Teatri Popullor), mientras cursaba en la escuela de arte Jordan Misión. En esta etapa, apareció en cerca de 110 funciones, incluyendo en el repertorio de Shakespeare. En los años 70 enseñaba actuación a los estudiantes en la Universidad Tirańskiego, y luego fue profesora de la Academia de Bellas Artes. En 1982, hizo su debut en el escenario en Vlore, en el papel de directora, preparando el drama Pavdekesia. Ella levantó una crítica de teatro, escribiendo para el Skena dhe pantalla (escenario y pantalla). Sus actuaciones en el escenario terminaron en 2003 después de 57 años de servicio. A pesar de su avanzada edad continuó dando clases de actuación.
Ella estuvo en un cameo en la película de Tana, en 1977, interpretó el papel de Halli en la película Njeriu me top. Luego actuó en 8 largometrajes. Uno de ellos fue la película de poli griega Efimeri, dirigida por Giorgios Zafiris. También trabajó como asistente de dirección. 
Por su actividad artística ha sido honrada con el título de Artista de Mérito de Albania (Alb. Artista y Merituar) y la Orden de Clase Naima Frasheriego III.
Su marido era Hysen Pelinku - cantante de ópera y ballet en Tirana. Ella murió después de una larga enfermedad.